# Демченко Олександр Вікторович
Олександр Вікторович Демченко (нар. 13 лютого 1996, Вінниця, Україна) — український футболіст, півзахисник команди «Колос» (Ковалівка).

## Життєпис
Народився у Вінниці. Футболом розпочав займатися в молодіжній академії місцевої «Ниви», перший тренер — Валерій Базалицький. У ДЮФЛУ виступав за вінницьку «Ниву», донецький «Шахтар» та львівське ЛДУФК. В юнацьких чемпіонатах зіграв 78 матчів, в яких відзначився 5-ма голами.
Напередодні старту сезону 2013/14 років приєднався до «Іллічівця», у футболці якого зіграв 10 матчів у юніорському чемпіонаті України. Наступного року перейшов до аматорського клубу «Вінниця», у футболці якого загалом зіграв 27 матчів (8 голів). Влітку 2018 року вирушив до Італії, де грав за «Абано Кальчо» та «Портуенсе» (Рим) у Лега Про Секонда Дівізіоне.
Навесні 2019 року повернувся до України, де уклав договір з «Нивою». У футболці вінницького клубу дебютував 6 квітня 2019 року в переможному (1:0) домашньому поєдинку 18-го туру групи А Другої ліги проти «Чайки» (Петропавлівська Борщагівка). Демченко вийшов на поле у стартовому складі та відіграв увесь матч. Першим голом у професіональній кар'єрі відзначився 1 травня 2019 року на 54-й хвилині переможного (1:0) домашнього поєдинку проти чернівецької «Буковини». Олександр вийшов на поле в стартовому складі та відіграв увесь матч. У складі вінницького колективу зіграв 10 матчів (2 голи) у Другій лізі.
Наприкінці липня 2019 року перебрався в «Металіст 1925», де отримав футболку з 21-м ігровим номером. У футболці харківського колективу дебютував 27 серпня 2019 року в програному (0:2) виїзному поєдинку 2-го попереднього раунду кубку України проти петрівського «Інгульця». Олександр вийшов на поле в стартовому складі та відіграв увесь матч. Цей матч виявився єдиним для Олександра Демченка у складі «Металіста 1925».
У середині вересня 2019 року повернувся до «Ниви». У футболці вінницького клубу після повернення дебютував 18 вересня 2019 року у програному (1:2) виїзному поєдинку 10-го туру групи А Другої ліги проти вишгородського «Діназу». Олександр вийшов на поле на 78-й хвилині, замінивши Антона Брижчука.
Влітку 2021 року Демченко став гравцем «Олександрії». Взимку 2023 року приєднався до складу одеського «Чорноморця».